# Pseudossibia obscurata
Pseudossibia obscurata là một loài bọ cánh cứng trong họ Cerambycidae.